# 攀冰
攀冰是攀爬有坡度冰面的运动。通常来讲，攀冰指的是使用绳索保护地在例如冰瀑，冻瀑布，以及覆有冻结水流的悬崖和岩石板上攀登的活动。
出于攀登的目的，冰可以大致分为两个分类，高山冰和水冰。高山冰一般在山地环境中，通常需要有计划性地接近，并且经常在攀爬行动中登顶。水冰则通常出现在水流下的悬崖等区域。高山冰是冻结的沉降物，而水冰是冻结的水流。大多數的高山冰通常是比较长的攀爬路线中的一部分，一般来说技术性较低，通常也會包含标准的冰川旅行。而水冰则主要用于技术挑战。然而，技术级别与冰面类型无关，并且两种类型的冰根据天气条件的不同，自身的变化也很大。冰面可以是任何情况，软的、硬的、脆的或者坚韧的。
混合攀登则同时涉及了攀冰和攀岩两个项目。

## 攀冰分級

### 攀冰分級
該難度分級是針對攀登的路線進行分級，主要分為7級，以WI來表示難度等級，如果是高海拔路線以AI來表示。
- WI1：結冰的湖泊或者溪床
- WI2：60°的冰坡，如果技術較好，只使用1隻冰斧就能完成，此等級之上一般需要使用兩根冰斧。
- WI3：整個繩距的冰坡都在60-70°，冰況良好，可以找到不錯的休息點。
- WI4：連續10 米近乎垂直的冰壁，設置固定點需要相當高的技巧。
- WI5：連續20 米的垂直或近乎垂直的冰壁，固定點放置困難，只有很少良好的休息點
- WI6：有一個繩距長（30–60 米）的沒有休息點的完全垂直的冰壁，需要極高的技巧和体能。
- WI7：整段繩距都是薄冰或垂懸的冰柱，没有休息點。

### 混合攀登分級
| YDS 系統 | "V" 难度 | 混合攀登 |
| -------- | -------- | -------- |
| 5.8      | V0−      | M4       |
| 5.9      | V0       | M5       |
| 5.10a    | V0+      | M6       |
| 5.10b    | V0+      | M6       |
| 5.10c    | V1       | M6       |
| 5.10d    | V1       | M6       |
| 5.11a    | V2       | M7       |
| 5.11b    | V2       | M7       |
| 5.11c    | V3       | M8       |
| 5.11d    | V3       | M8       |
| 5.12a    | V4       | M8       |
| 5.12b    | V5       | M8       |
| 5.12c    | V5       | M9       |
| 5.12d    | V6       | M9       |
| 5.13a    | V7       | M9       |
| 5.13b    | V8       | M9       |
| 5.13c    | V8       | M10      |
| 5.13d    | V9       | M10      |
| 5.14a    | V10      | M10      |
| 5.14b    | V11      | M10      |
| 5.14c    | V12      | M11      |
| 5.14d    | V13      | M11      |
| 5.15a    | V14      | M11      |
| 5.15b    | V15      | M12      |
| 5.15c    | V16      | M13      |

混合攀登是指冰岩混合攀登，該等級系統根據攀登的性質，冰壁陡峭程度，確保點設置程度，休息點是否容易尋找等因素來評估難度。
- M4：角度接近垂直，需要一些干攀（dry tooling）技巧。
- M5：有一些垂直干攀路段。
- M6：有需要高超的干攀技術才能夠通過的仰角。
- M7：有仰角，需要技巧和力量並重的干攀路段，少於10米的困難路段。
- M8：有接近水平角的突起岩石需要翻越，需要技巧和力量並重的干攀路段，路段中需要翻越巨石或者有較長的艱難路段。
- M9：連續不斷的垂直岩壁或者是需要技巧性動作才能完成的小仰角（slightly overhanging with marginal or technical holds,）或者是2-3個身長的屋檐需要翻越。
- M10：至少10米的屋檐需要翻越，或者長達30米，需要力量且中途無法休息的仰角需要翻越。
- M11：1個繩距長，需要用到類似體操的高難度動作才能夠翻越的仰角，或者是長達15米的屋檐。
- M12：M11路線的基礎上，增加需要翻越的巨石，連續的動作（dynamic moves）以及技巧性強，需要技術才能翻越的支點。